# Emma Oosterwegel
Emma Oosterwegel, född 29 juni 1998, är en nederländsk friidrottare som tävlar i mångkamp.

## Karriär
Vid de olympiska sommarspelen 2020 tog Oosterwege brons i sjukamp. Vid världsmästerskapen i friidrott 2023 placerade hon sig på en femte plats.